# Nitazenos

El isotonitazeno es el tipo de nitazeno más común.

Los nitazenos son una clase químicamente definida de sustancias derivadas del compuesto original nitazeno. Los nitazenos fueron desarrollados en la segunda mitad de la década de 1950 por la empresa suiza Ciba AG como agentes analgésicos. Son importantes como agonistas selectivos de los receptores μ-opioides, de actividad sobre el sistema nervioso central. La alta potencia del fentanilo (en humanos) es igualada solo por unos pocos nitazenos y superada por el etonitazeno y el isotonitazeno. Debido a sus peligrosos efectos secundarios, los nitazenos nunca se incluyeron en la farmacopea de la medicina humana o veterinaria. 
Desde 2019, los altamente potentes nitazenos han proliferado como "nuevos opioides sintéticos" en los mercados de narcóticos de América del Norte y Europa y, como tales, se han convertido en un componente importante de la epidemia de opioides en los Estados Unidos. Las sobredosis de opioides nitazeno han provocado varios cientos de muertes documentadas.

## Historia
A mediados de la década de 1950, el departamento de investigación farmacéutica de Ciba AG descubrió el (bajo) efecto analgésico del 1-(β-dietilaminoetil)-2-bencilbencimidazol (desnitazeno). La derivatización sistemática de este compuesto original en el curso de las investigaciones de la relación estructura-actividad reveló una mejora de la actividad por nitración de la posición 5. Los compuestos 4'-metoxilados y etoxilados alcanzaron potencias en la prueba de placa caliente que no se habían conseguido anteriormente. El etonitazeno así descubierto es el opioide nitazeno más potente conocido hasta la fecha. El mecanismo de acción similar a la morfina se elucida a partir de la antagonizabilidad de la analgesia con alilnormorfina. En un ensayo clínico en humanos se investigaron dos nitazenos (etonitazeno y clonitazeno) en 363 pacientes y los resultados se publicaron en 1958. Los nitazenos se destacaron por su bajo índice terapéutico (es decir, que la dosis necesaria para obtener efectos terapéuticos está muy cerca de la dosis tóxica), lo que impide su comercialización como fármacos.
Marzo de 2019 marcó el inicio de la expansión de los opioides nitazeno en el panorama de las drogas. El isotonitazeno fue el primer miembro de esta clase de sustancias que se puso a la venta en la darknet y se detectó forensemente en muertes por sobredosis en Suiza y Canadá. Los nitazenos han alimentado una crisis de drogas en el Reino Unido y los países bálticos, y el gobierno británico reportó más de 400 muertes por sobredosis causadas por estas drogas en el período de 18 meses hasta enero de 2025.

## Estructura

Estructura química general de los nitazenos.

Los nitazenos son benzimidazoles que están sustituidos con un grupo dietilaminoetilo en la posición 1, en la posición 2 con un grupo bencilo y en la posición 5 con un grupo nitro. Los compuestos nitrados en la posición 6 son menos eficaces, los isómeros 4- o 7-nitro no son analgésicamente activos. Los nitazenos analgésicamente activos también se sustituyen a menudo en la posición-para del grupo bencilo, más raramente en la posición meta. En el enlace metileno, un grupo metilo o amida es tolerado estereoespecíficamente por el receptor diana. Los nitazenos no están relacionados estructuralmente con otros opioides.

## Análisis

El etonitazeno es teóricamente el tipo de nitazeno más potente; es entre 1000 y 1500 veces más potente que la morfina.

Desde 2024, está disponible una prueba de punto de atención basada en inmunoensayo en forma de tiras reactivas para la detección de nitazenos. La muestra de fármaco se añade al agua y requiere suficiente solubilidad para que la prueba sea exitosa. El límite de detección del isotonitazeno altamente potente se da como 2000-3000 ng/mL. La prueba es de aplicabilidad general limitada para opioides benzimidazoles no nitazeno. Los desnitazenos, por ejemplo, que no están sustituidos en la porción de la estructura benzo, no pueden probarse con éxito mediante este método. Según el fabricante, no hay reactividad cruzada con adulterantes de uso frecuente como acetaminofén, cafeína, difenhidramina, otros opioides no benzimidazoles (heroína, metadona, fentanilo) y fármacos no opioides comunes (xilacina, MDMA, cocaína, ketamina).

## Farmacología

### Metabolismo
La metabolización de los nitazenos depende de la especie. En humanos, las principales vías de degradación son la N-desetilación y, en el caso de los 4'-éteres, la O-desalquilación. Los compuestos 4'-hidroxi se eliminan más rápidamente por la orina debido a su mayor hidrofilicidad y son predominantemente detectables en ella. Es probable que CYP3A4 o CYP2C8 estén involucrados en la N-desetilación. La reducción del grupo nitro ocurre extrahepáticamente, probablemente a través de bacterias de la flora intestinal. Los bioconjugados se excretan como diversos O-glucurónidos. El óxido N3 es un metabolito secundario en humanos. Los compuestos 4'-hidroxi en la orina y los compuestos N-deetilados en la sangre sirven como biomarcadores forenses.

## Lista
Algunos tipos de nitazenos:
- Butonitazeno
- Clonitazeno
- Etonitazeno
- Flunitazeno
- Isotonitazeno
- Metodesnitazeno
- Metonitazeno
- Protonitazeno